# Kusanagi
Kusanagi-no-tsurugi o Segadora és una espasa llegendària japonesa tan important per la història del Japó com Excàlibur per la història de Gran Bretanya. El seu nom real és Ame no Murakumo no Tsurugi, 'espasa del cel dels núvols'), però és més coneguda com a Kusanagi ('talladora d'herba', o més probablement 'espasa de la serp'). També se sol dir Tsumugari no Tachi. La Kusanagi real segurament es tracti d'una espasa de l'estil de l'edat del bronze: curta, dreta i de doble fil; molt diferent de la més recent katana, amb un sol fil i amb una forma corbada que pot ser empunyada amb una o les dues mans.